# Neno Terzijski
Neno Stojanov Terzijski (in bulgaro Нено Стоянов Терзийски?; Čiren, 23 marzo 1964) è un ex sollevatore bulgaro campione mondiale ed europeo che ha gareggiato prevalentemente nelle categorie dei pesi mosca (fino a 52 kg.) e dei pesi gallo (fino a 56 kg.).

## Carriera
Neno Terzijski iniziò ad affermarsi all'età di 19 anni, vincendo la medaglia d'oro nella categoria dei pesi mosca ai campionati mondiali ed europei di Mosca 1983 con 260 kg. nel totale, nuovo record mondiale.
Nel 1984 fu medaglia d'oro ai campionati europei di Vitoria con 262,5 kg. nel totale, ritoccando il proprio record del mondo. Nello stesso anno Terzijski non poté partecipare alle Olimpiadi di Los Angeles a causa del boicottaggio dei Paesi dell'Est europeo.
Nel 1985 passò alla categoria superiore dei pesi gallo, ottenendo il titolo europeo ai campionati europei di Katowice con 280 kg. nel totale, davanti al sovietico Oksen Mirzoyan (270 kg.), e qualche mese dopo, riuscendo a conquistare anche il titolo mondiale ai campionati mondiali di Södertälje con 280 kg. nel totale, battendo nuovamente Oksen Mirzoyan, il quale totalizzò anch'egli 280 kg.
L'anno seguente Terzijski fu di nuovo medaglia d'oro ai campionati europei di Karl-Marx-Stadt con 285 kg. nel totale e nel 1987 fu nuovamente medaglia d'oro ai campionati mondiali di Ostrava con 287,5 kg. nel totale.
Nel 1988 vinse la medaglia d'argento ai campionati europei di Cardiff con 287,5 kg. nel totale, dietro al connazionale Mitko Grăblev, il quale vinse l'oro con lo stesso risultato. Nello stesso anno Terzijski risultò positivo ad un controllo antidoping e venne squalificato, non potendo pertanto gareggiare alle successive Olimpiadi di Seul 1988.
Riuscì a qualificarsi alle Olimpiadi di Barcellona 1992 nella categoria dei pesi piuma (fino a 60 kg.), dove terminò al 4º posto finale con 295 kg. nel totale, mancando la medaglia di bronzo a causa del suo peso corporeo leggermente superiore a quello del cinese He Yingqiang, il quale ottenne lo stesso risultato nel totale di Terzijski.
Dopo il ritiro dall'attività agonistica Terzijski si dedicò all'attività di allenatore di sollevamento pesi, divenendo responsabile tecnico della squadra nazionale maschile bulgara di questa disciplina dal 2004 al 2007.
Nel corso della sua carriera di sollevatore Terzijski realizzò 12 record mondiali: 11 nella categoria dei pesi mosca, di cui 1 nella prova di strappo, 6 nella prova di slancio e 4 nel totale, e 1 nella categoria dei pesi gallo nella prova di slancio.